# Literaturpapst
Literaturpapst ist eine ironisch-anerkennende Bezeichnung für einen Literaturkritiker, dessen ästhetische Urteile gleichsam ex cathedra päpstliche Unfehlbarkeit beanspruchen wollen. In der jüngeren Vergangenheit stand diese Bezeichnung meist synonym für den 2013 verstorbenen „Großkritiker“ Marcel Reich-Ranicki.

## Geschichte
Für Gotthold Ephraim Lessing war der Gelehrte Christian Adolph Klotz, mit dem er eine heftige Auseinandersetzung über die Dichtkunst führte, „ein eitler, aufgeblasener und selbstgerechter Literaturpapst“. 
Die Frühnaturalisten Heinrich Hart und Julius Hart beschimpften den Schriftsteller und Journalisten Paul Lindau in ihren Kritischen Waffengängen als „Literaturpapst“. Angeregt wurde die metaphorische Prägung vielleicht von den Entwicklungen in der katholischen Kirche: Erst 1870 hatte das Erste Vatikanische Konzil festgelegt, unter welchen Umständen der Papst Unfehlbarkeit beanspruchen darf. 
Kurt Tucholsky sah es als das „erste Bestreben“ seiner Buchkritik, „nicht das Literaturpäpstlein zu spielen. Das kann es nicht geben, und das soll es auch nicht geben. Jeder, der kritisch tätig ist, sollte täglich dreimal dieses Gebet beten: Damit, daß du kritisierst, bist du dem Werk nicht überlegen; dadurch bist du ihm nicht überlegen; dadurch bist du ihm nicht überlegen“. (aus: „Die Aussortierten“, in: Die Weltbühne Jg. 27, 1931, Nr. 2, S. 58ff) Der Autorin Irmgard Keun schrieb er in einem Brief: „Ich trete für neue Leute ein, wo ich nur kann, und daß ich kein Literaturpapst bin, wissen Sie auch“.
Der Kritiker Alfred Kerr wurde in der Zeit der Weimarer Republik als „Literaturpapst vom Hause Mosse“ bezeichnet. (Rudolf Mosse war der Gründer des Berliner Tageblatts.) Ob die Bezeichnung respektvoll war, ist zu bezweifeln: Der Linguist Manfred Pechau hielt sie bereits vor 1933 für diffamierend genug, sie neben Antisemitismen wie „geistige Verjudung“ und „Parasitenvolk“ in ein geplantes Wörterbuch der nationalsozialistischen Sprache aufzunehmen. In der Zeit des Nationalsozialismus galt Hellmuth Langenbucher als Literaturpapst. 
1977 publizierte Martin Walser in Die Zeit (25. März 1977) seine Polemik „Über Päpste“ gegen eine sich päpstlich-unfehlbar gerierende Literaturkritik und meinte damit hauptsächlich Reich-Ranicki.
In einem ironischen Kommentar der Welt wurde 2003 Elke Heidenreich als Reich-Ranickis Nachfolgerin und „Literaturpäpstin“ genannt.